# Amy Coney Barrett

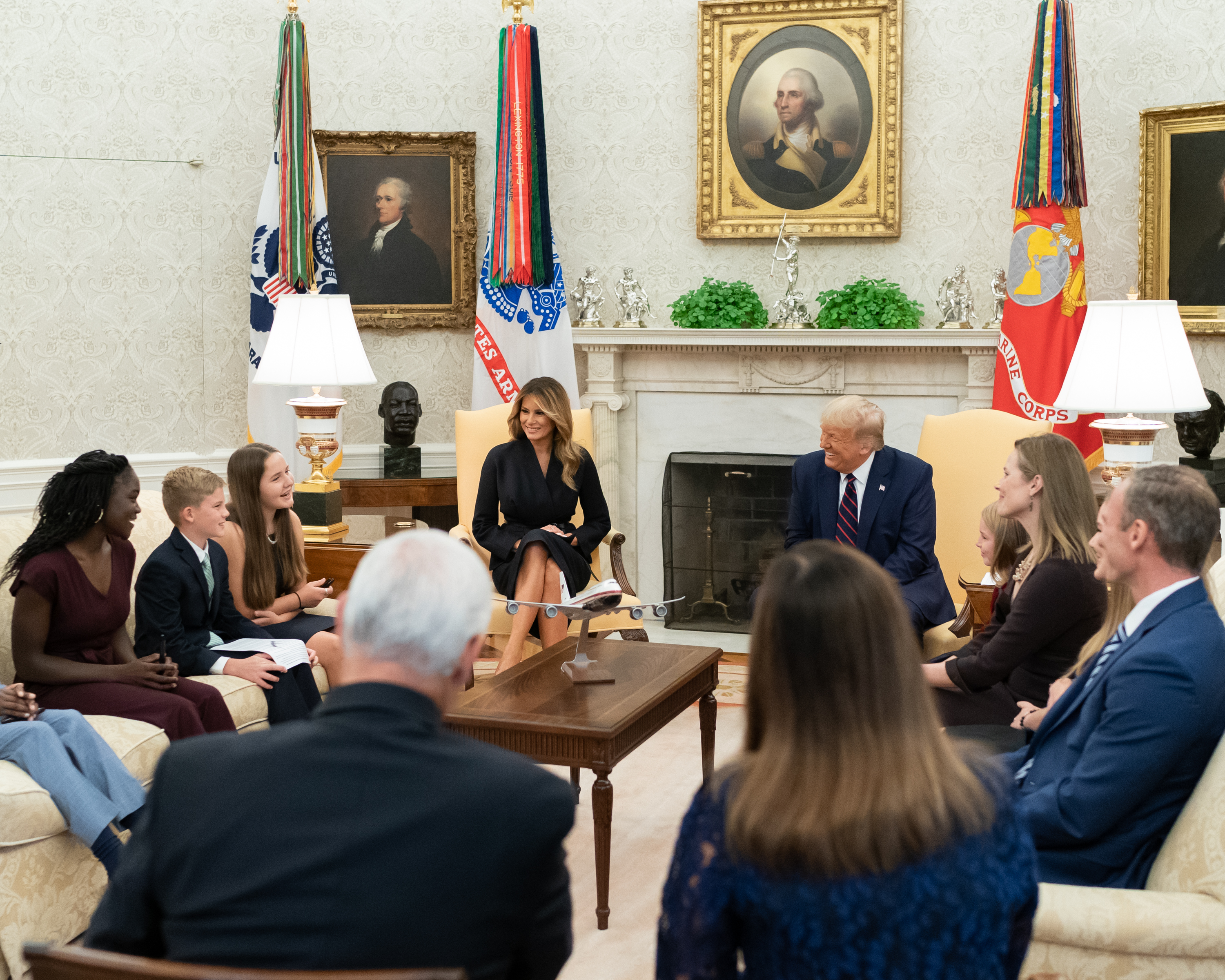
Amy Coney Barrett och hennes familj tillsammans med Donald Trump i Vita huset i september 2020.

Amy Coney Barrett, född 28 januari 1972 i New Orleans, Louisiana, är en amerikansk domare i USA:s högsta domstol sedan 2020.
Den 26 september 2020 nominerade Donald Trump Barrett att efterträda Ruth Bader Ginsburg i USA:s högsta domstol. Hennes nominering var kontroversiell, på grund av Ginsburgs egen önskan om att hennes ersättare inte skulle väljas "förrän en ny president är installerad". USA:s senat röstade 52–48 för att bekräfta hennes nominering, med alla demokrater och en republikan i opposition.

## Uppväxt och utbildning
Coney Barrett är det äldsta av sju barn till företagsjuristen Michael Coney och franskläraren Linda Coney. Hon växte upp i en religiöst präglad miljö i New Orleans, där fadern var katolsk diakon i Metairie i New Orleans. Efter att ha gått ut flickskolan St. Mary's Dominican High School i New Orleans 1990 studerade hon engelsk och fransk litteraturhistoria på Rhodes College i Memphis i Tennessee med en bachelorexamen 1994. Därefter studerade hon juridik på University of Notre Dame i South Bend i Indiana med examen 1997.

## Yrkesliv
Coney Barrett har undervisat i juridik på University of Notre Dame. Hon utnämndes, efter nominering av president Donald Trump, 2017 till domare vid US Court of Appeals for the Seventh Circuit, en av de federala appellationsdomstolarna, i Chicago.
Hon nominerades av president Donald Trump den 26 september 2020 för att ersätta den då nyligen avlidna Ruth Bader Ginsburg som domare i USA:s högsta domstol. Efter en snabb behandling i USA:s senat, pådriven av den republikanske majoritetsledaren Mitch McConnell, godkändes Coney Barrett 27 oktober 2020 med röstsiffrorna 52-48 och svors in som domare senare samma dag. Det snabba godkännandet i senaten, som genomfördes enbart en vecka före presidentvalet, fick omfattande kritik av demokraterna eftersom Barack Obamas nominering av en domare till högsta domstolen 2016 (som ersättning för Antonin Scalia) stoppades av den republikanska majoriteten i senaten med motivet att detta inte borde ske under valåret.

## Privatliv
Coney Barrett är sedan 1999 gift med juristen Jesse M. Barrett. Hon bor i South Bend och har sju barn, varav två adopterade från Haiti.

## People of Praise
Vid utfrågningen i USA:s senat inför utnämning till federal domare i Chicago 2017 och inför senatsförhören hösten 2020 har frågan om Amy Barretts tillhörighet i församlingen People of Praise i South Bend uppmärksammats. Frågan har gällt utrymmet för självständiga ställningstaganden yrkesrollen i relation till medlemskap i en auktoritärt styrd rörelse med en påstådd osjälvständig ställning för kvinnor.